# Khan Dannun
Khan Dannun (tiếng Ả Rập: خان دنون, cũng đánh vần Khan Danun, Khan Dunnun hoặc Khan Dhul-Nun) là một thị trấn ở miền nam Syria, một phần hành chính của huyện Markaz Rif Dimashq của Tỉnh bang Dimashq. Nằm ở phía nam Damascus, các địa phương lân cận bao gồm al-Taybah ở phía tây, Muqaylibah ở phía tây bắc, al-Kiswah 5 km về phía bắc và Khiyarat Dannun ở phía đông. Theo Cục Thống kê Trung ương Syria, Khan Dannun có dân số 8.727 trong cuộc điều tra dân số năm 2004.
Khan Dannun cũng có một trại tị nạn có cùng tên và là một trong mười trại tị nạn của người Palestine ở Syria được UNRWA công nhận. Theo thống kê của UNRWA, trại có dân số 7,841 vào năm 1998. Theo UNRWA, dân số của trại vào tháng 6 năm 2008 là 9.479 người và 2.192 gia đình.

## Lịch sử
Khan Dannun ban đầu là một khan lớn (" caravansary ") được hoàn thành năm 1376 bởi thống đốc Mamluk của Damascus, Manjak al-Yusufi, dưới triều đại của Bahri Mamluk sultan al-Ashraf Sha'ban. Khan được thiết kế bởi Ali ibn al-Badri, được gọi là muhandis ash-Sham ("kỹ sư của Damascus".)  Tên "Dan nun" là phiên bản thông tục của "Dhul-Nun", một nhân vật Hồi giáo thế kỷ 9 rất được tôn sùng. Ông được coi là tộc trưởng đầu tiên của người Sufi. Khan Dannun trở thành điểm dừng chân trên tuyến đường caravan hajj ("hành hương đến Mecca ") sau al-Kiswah, và trước Ghabaghib.
Khan, ngoại trừ các hầm của nó, được xây dựng trong khối đá bazan truyền thống thường được tìm thấy trong các cấu trúc cũ ở Hauran. Nó bao gồm một khoảng sân rộng, hình vuông, trung tâm đã bị gia súc chiếm đóng. Bao quanh sân là những cung đường được xây dựng trên các căn hộ lưu trú phục vụ như là chỗ ở cho du khách. Khoảng sân được bao quanh bởi các tháp bazan tròn. Bên trong khan là một phòng cầu nguyện nhỏ với hốc mihrab chỉ hướng Mecca. Một đầm lầy đã được hình thành ở phía trước cổng của khan là kết quả của một dòng chảy từ phía đông.
Khi du khách John Lewis Burckhardt đến thăm địa điểm này vào đầu thế kỷ 19, khan đã bị hủy hoại. Khan Dannun là một trong những điểm dừng trên tuyến Damascus - Hauran của tuyến đường sắt Hejaz.
Năm 1949, sau Chiến tranh Ả Rập-Israel năm 1948, một trại tị nạn của người Palestine tên là Khan Dannun đã được thành lập tại thị trấn. Năm 2009, một dự án nước thải mới cho Khan Dannun, được tài trợ bởi Ủy ban châu Âu, đã hoàn thành.